# Gare de Beveren
La gare de Beveren (anciennement « Beveren-Waas ») est une gare ferroviaire belge de la ligne 59, de Gand-Dampoort à Anvers-Berchem. Elle est située dans la ville de Beveren située en Région flamande dans la province de Flandre-Orientale.
Mise en service en 1845 par la Compagnie du chemin de fer d'Anvers à Gand par Saint-Nicolas et Lokeren et déplacée par les Chemins de fer de l'État belge, c’est une gare de la Société nationale des chemins de fer belges (SNCB) desservie par des trains InterCity et Suburbains (S34 et S53).

## Histoire
La « station de Beveren (Waes) » est mise en service le 26 février 1845 par la « Compagnie du chemin de fer d'Anvers à Gand par Saint-Nicolas et Lokeren » quelques mois après l'ouverture à l'exploitation la section de Saint-Nicolas à Anvers-tête-de-Flandre 18 km de sa ligne de Gand-Waes à Anvers-Rive gauche,.
La ligne et ses gares furent intégrées, en 1896, dans le réseau de l’administration des Chemins de fer de l'État belge. L'année suivante, l’État belge met à l'écartement standard (1 435 mm) la ligne, construite avec un écartement de 1 151 mm,.
L’État belge remplaça plusieurs bâtiments de gare, trop exigus, sur la ligne d'Anvers à Gand. Le nouveau bâtiment édifié à Beveren daterait de 1901.
Il s'agit d'un bâtiment des recettes, de plan type 1895, doté d'une aile très vaste de 8 travées. Les trois travées proches du corps de logis comportent une avancée côté rue et un toit plus haut. Une halle à marchandises de cinq travées était disposée à proximité. La disposition de ce bâtiment est très semblable à celle de la gare d'Oostakker mais celui de Beveren est bâti dans un style plus fonctionnel, sans ornements.
En 1910, la gare de Beveren-Waes prend le nom de Beveren-Waas ; ce nom composé, veillant à éviter la confusion avec d'autres localités du nom de Beveren, a depuis été remplacé par « Beveren ».

## Service des voyageurs

### Accueil
Gare SNCB, elle est dotée de guichets ouverts du lundi au vendredi. Elle également équipée d'un automate pour l'achat de titres de transports.
La traversée des voies et le passage d'un quai à l'autre s'effectuent par un tunnel sous voies situé à une extrémité des quais (accessible aux vélos et fauteuils roulants).

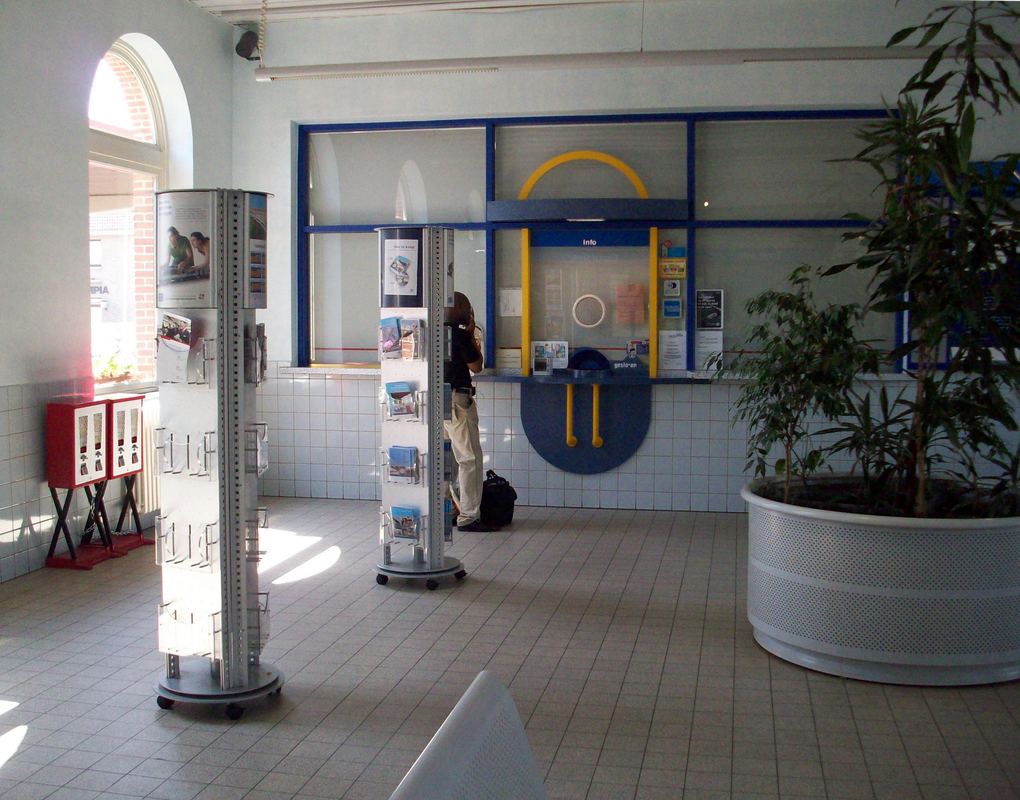
Salle des guichets.
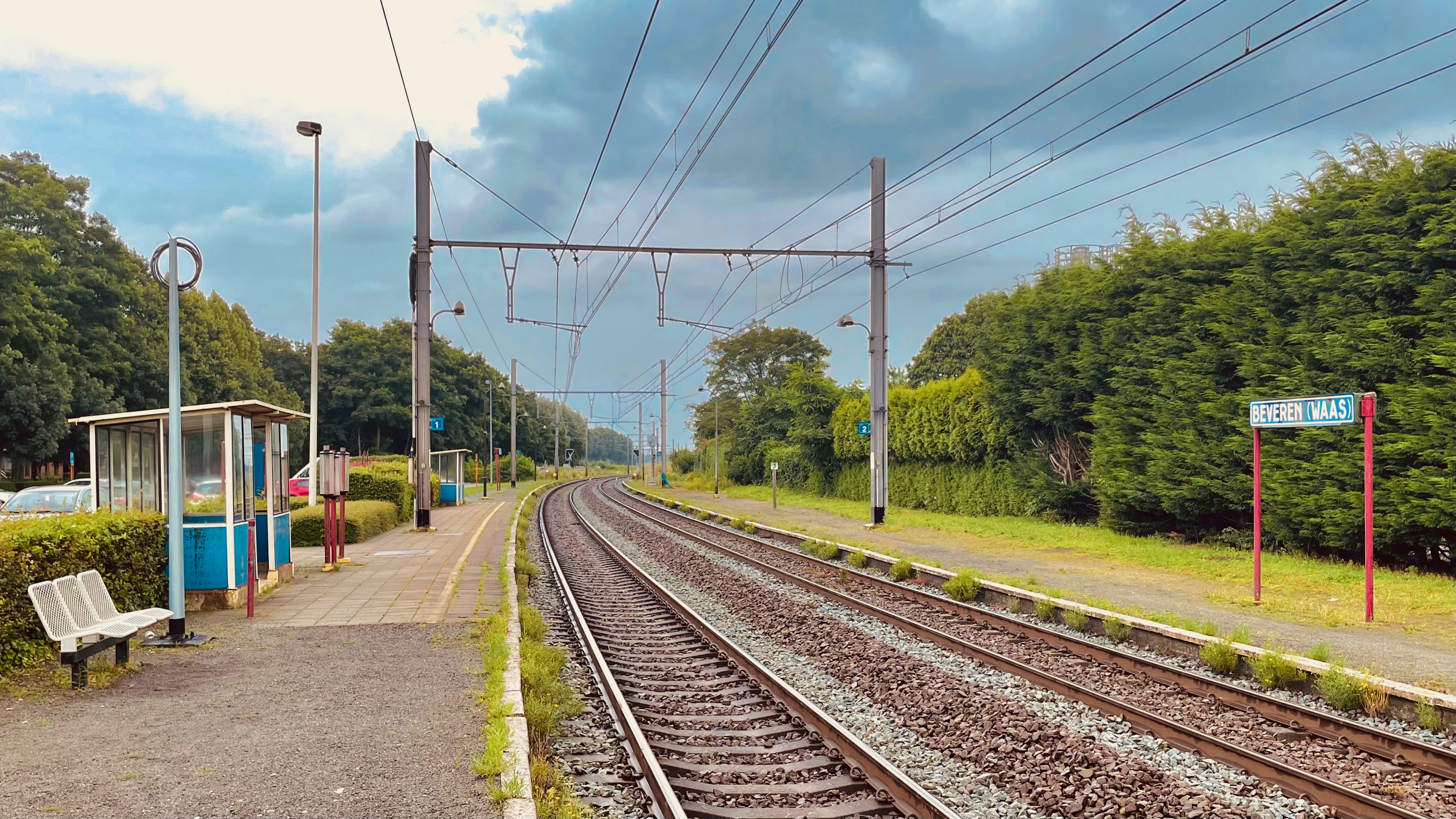
Quais.
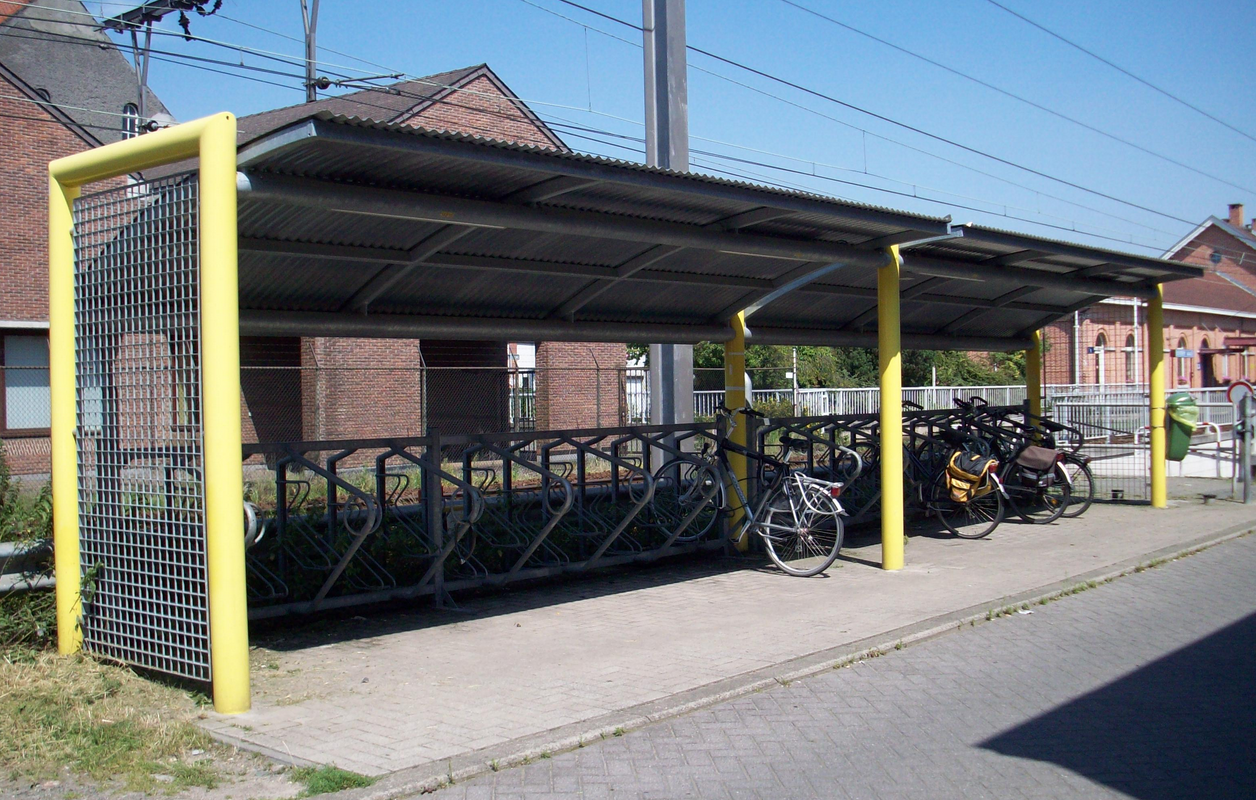
Abri à vélos.
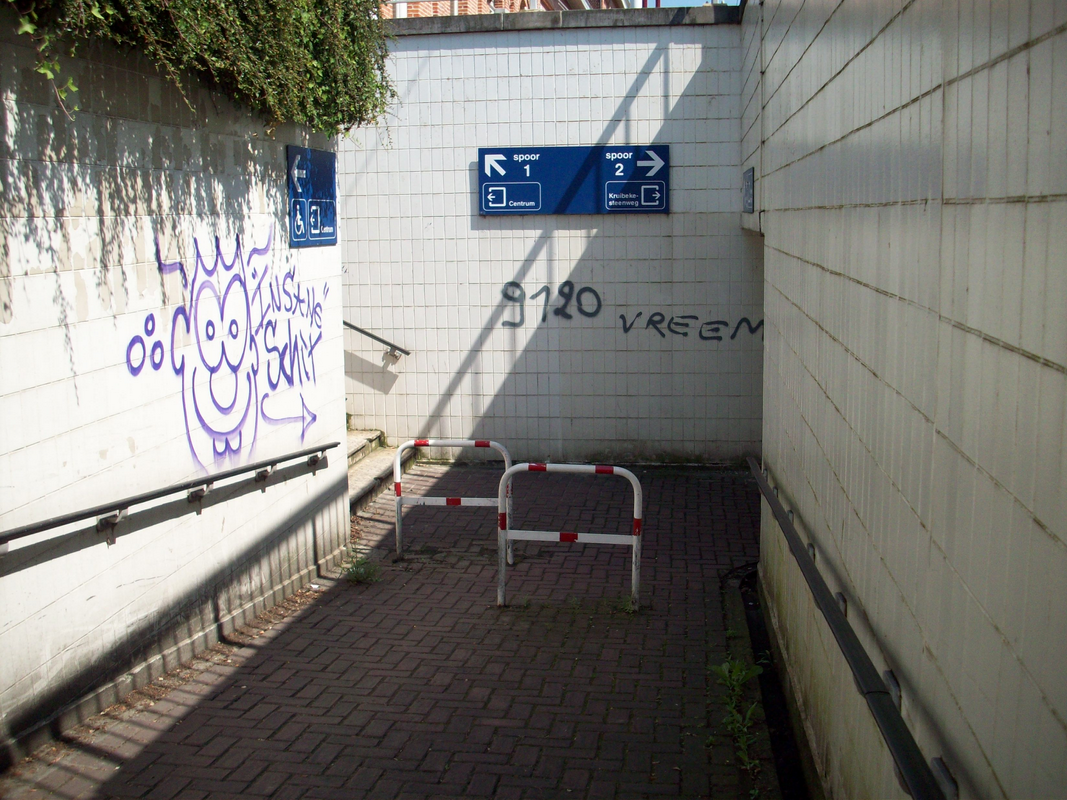
Rampe du passage souterrain.

### Desserte
Beveren est desservie par des trains InterCity (IC) et Suburbains (S34 et S53) (voir brochures SNCB).
En semaine, Beveren possède deux dessertes horaires :
- des trains IC-02 entre Anvers-Central et Ostende via Gand-Saint-Pierre et Bruges ;
- des trains S34 reliant Anvers-Central à Saint-Nicolas et Lokeren (certains étant prolongés jusque Termonde).

Plusieurs trains S34 supplémentaires (Anvers-Central - Saint-Nicolas) se rajoutent aux heures de pointe.
Les week-ends et jours fériés, la gare est desservie par des IC-02, circulant comme en semaine, ainsi que par des trains S53 reliant Anvers-Central à Gand-Saint-Pierre.

## Comptage voyageurs
Ce graphique et tableau montre le nombre de voyageurs embarquant en moyenne durant la semaine, le samedi et le dimanche.
| Nombre de passagers qui embarquent à la gare de Beveren | Nombre de passagers qui embarquent à la gare de Beveren | Nombre de passagers qui embarquent à la gare de Beveren | Nombre de passagers qui embarquent à la gare de Beveren |
|                                                         | Semaine                                                 | Samedi                                                  | Dimanche                                                |
| ------------------------------------------------------- | ------------------------------------------------------- | ------------------------------------------------------- | ------------------------------------------------------- |
| 1977                                                    | 374                                                     | 89                                                      | 155                                                     |
| 1978                                                    | 367                                                     | 67                                                      | 67                                                      |
| 1979                                                    | 401                                                     | 90                                                      | 91                                                      |
| 1980                                                    | 454                                                     | 103                                                     | 171                                                     |
| 1981                                                    | 522                                                     | 124                                                     | 117                                                     |
| 1982                                                    | 427                                                     | 110                                                     | 117                                                     |
| 1983                                                    | 454                                                     | 140                                                     | 126                                                     |
| 1984                                                    | 491                                                     | 140                                                     | 104                                                     |
| 1985                                                    | 477                                                     | 120                                                     | 108                                                     |
| 1986                                                    | 508                                                     | 115                                                     | 80                                                      |
| 1987                                                    | 461                                                     | 109                                                     | 155                                                     |
| 1988                                                    | 483                                                     | 155                                                     | 105                                                     |
| 1989                                                    | 491                                                     | 111                                                     | 99                                                      |
| 1990                                                    | 450                                                     | 131                                                     | 102                                                     |
| 1991                                                    | 471                                                     | 167                                                     | 114                                                     |
| 1992                                                    | 510                                                     | 173                                                     | 141                                                     |
| 1993                                                    | 511                                                     | 211                                                     | 210                                                     |
| 1994                                                    | 543                                                     | 207                                                     | 124                                                     |
| 1995                                                    | 436                                                     | 152                                                     | 213                                                     |
| 1996                                                    | 511                                                     | 214                                                     | 170                                                     |
| 1997                                                    | 551                                                     | 256                                                     | 198                                                     |
| 1998                                                    | 503                                                     | 196                                                     | 155                                                     |
| 1999                                                    | 505                                                     | 231                                                     | 211                                                     |
| 2000                                                    | 570                                                     | 259                                                     | 216                                                     |
| 2001                                                    | 511                                                     | 190                                                     | 244                                                     |
| 2002                                                    | 537                                                     | 196                                                     | 266                                                     |
| 2003                                                    | 516                                                     | 265                                                     | 280                                                     |
| 2004                                                    | 564                                                     | 230                                                     | 236                                                     |
| 2005                                                    | 611                                                     | 319                                                     | 272                                                     |
| 2006                                                    | 571                                                     | 280                                                     | 315                                                     |
| 2007                                                    | 624                                                     | 277                                                     | 320                                                     |
| 2008                                                    | -                                                       | -                                                       | -                                                       |
| 2009                                                    | 632                                                     | 314                                                     | 357                                                     |
| 2010                                                    | -                                                       | -                                                       | -                                                       |
| 2011                                                    | -                                                       | -                                                       | -                                                       |
| 2012                                                    | 768                                                     | 133                                                     | -                                                       |
| 2013                                                    | 865                                                     | 226                                                     | 117                                                     |
| 2014                                                    | 961                                                     | 295                                                     | 240                                                     |
| 2015                                                    | 937                                                     | 130                                                     | 137                                                     |
| 2016                                                    | 906                                                     | 129                                                     | 163                                                     |
| 2017                                                    | 994                                                     | 307                                                     | 316                                                     |
| 2018                                                    | 1 011                                                   | 294                                                     | 284                                                     |
| 2019                                                    | 1 305                                                   | 73                                                      | 71                                                      |
| 2020                                                    | 774                                                     | 128                                                     | 106                                                     |
| 2021                                                    | -                                                       | -                                                       | -                                                       |
| 2022                                                    | 1 377                                                   | 381                                                     | 393                                                     |
| 2023                                                    | 1 548                                                   | 256                                                     | 303                                                     |
| 2024                                                    | 1 326                                                   | 520                                                     | 459                                                     |

## Patrimoine ferroviaire
Le bâtiment d'origine a disparu, peu après le rachat par l’État, au profit de l'édifice actuel. Il appartient à la famille des gares de plan type 1895 dont il constitue l'un des spécimens les plus vastes, avec une aile de neuf travées surhaussée et dotée d'une extension côté rue. La gare d'Oostakker possède une disposition semblable la gare de Beveren a une façade plus dépouillée.

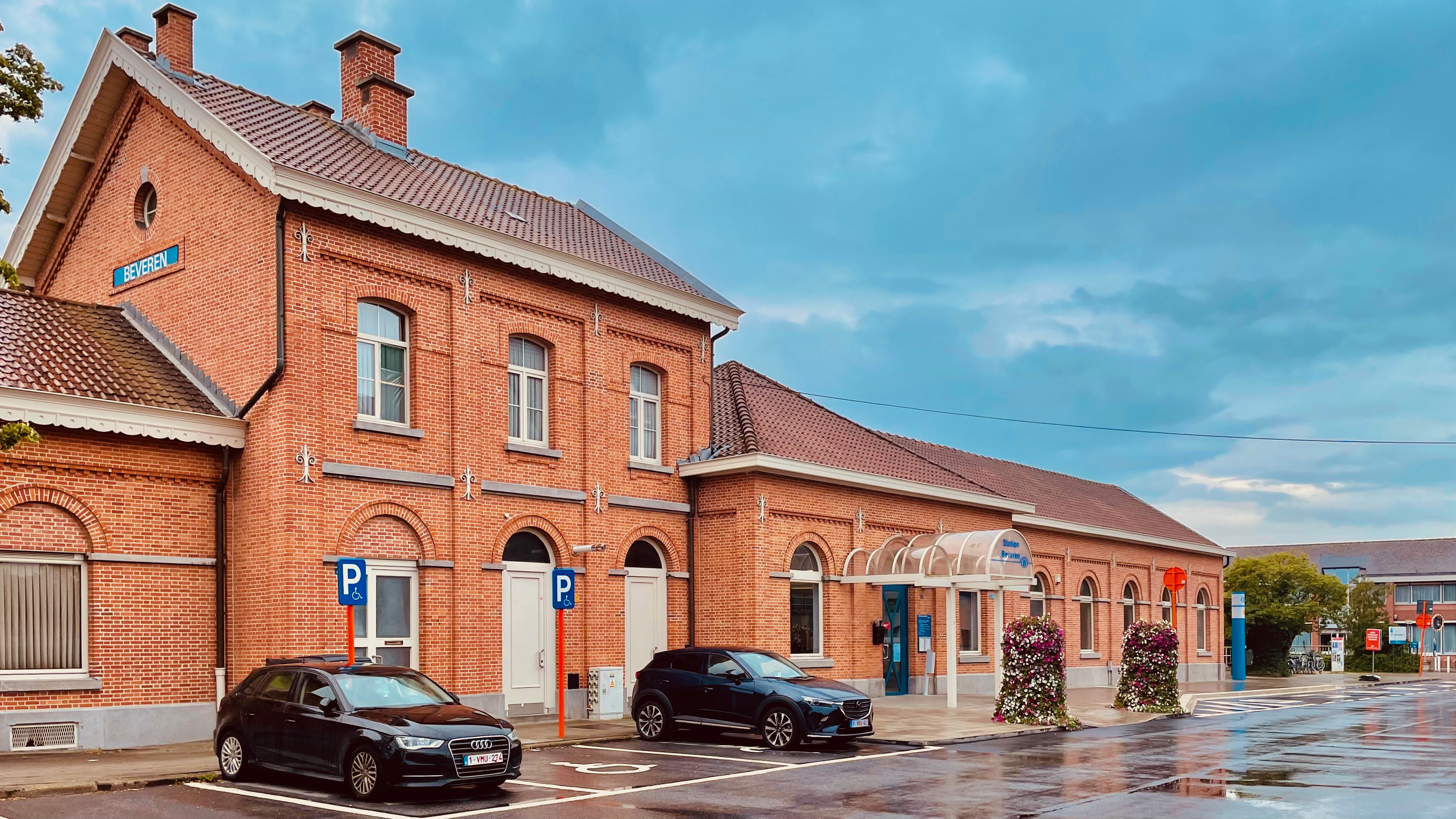
Bâtiment des recettes en 2021.
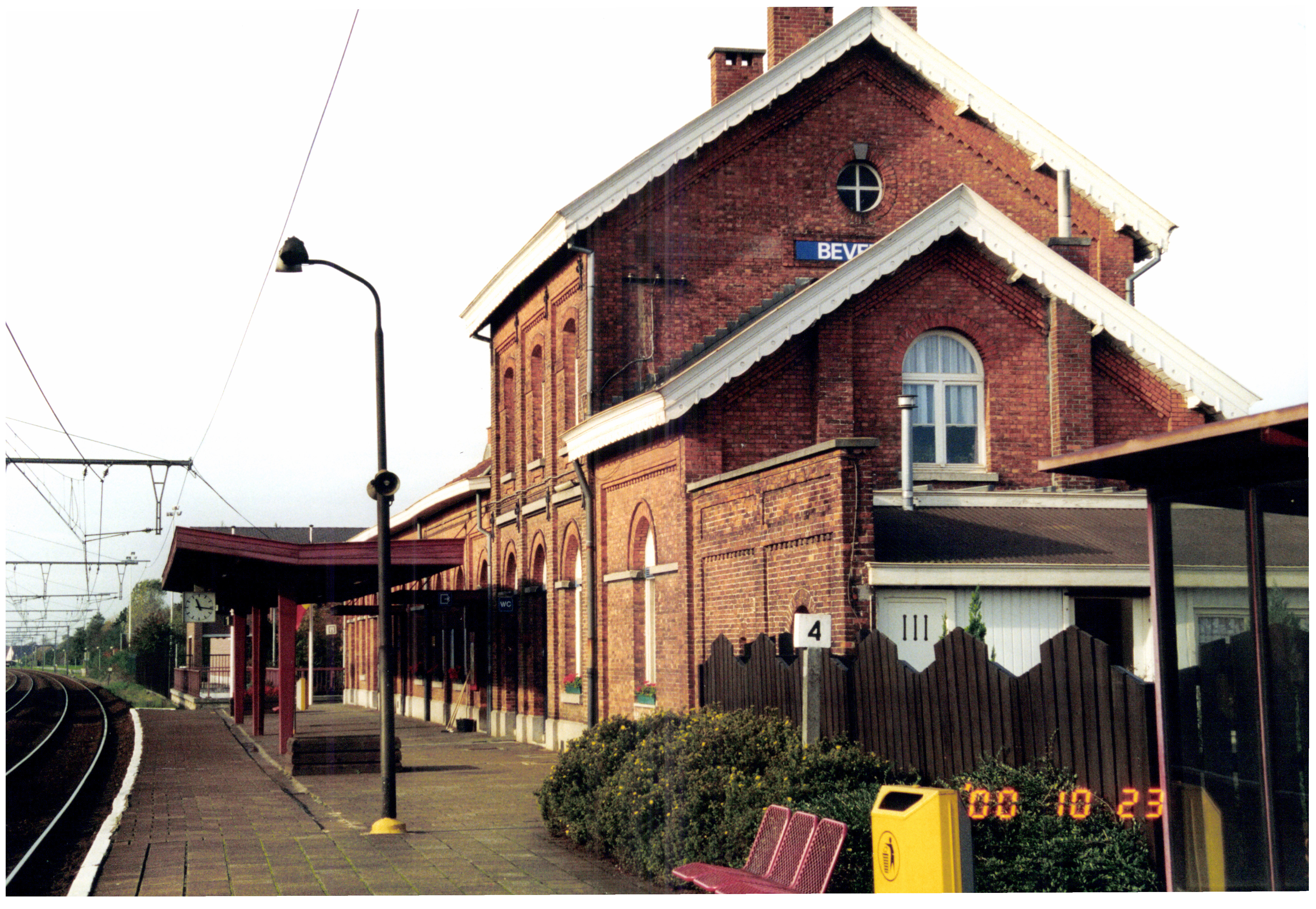
2000.
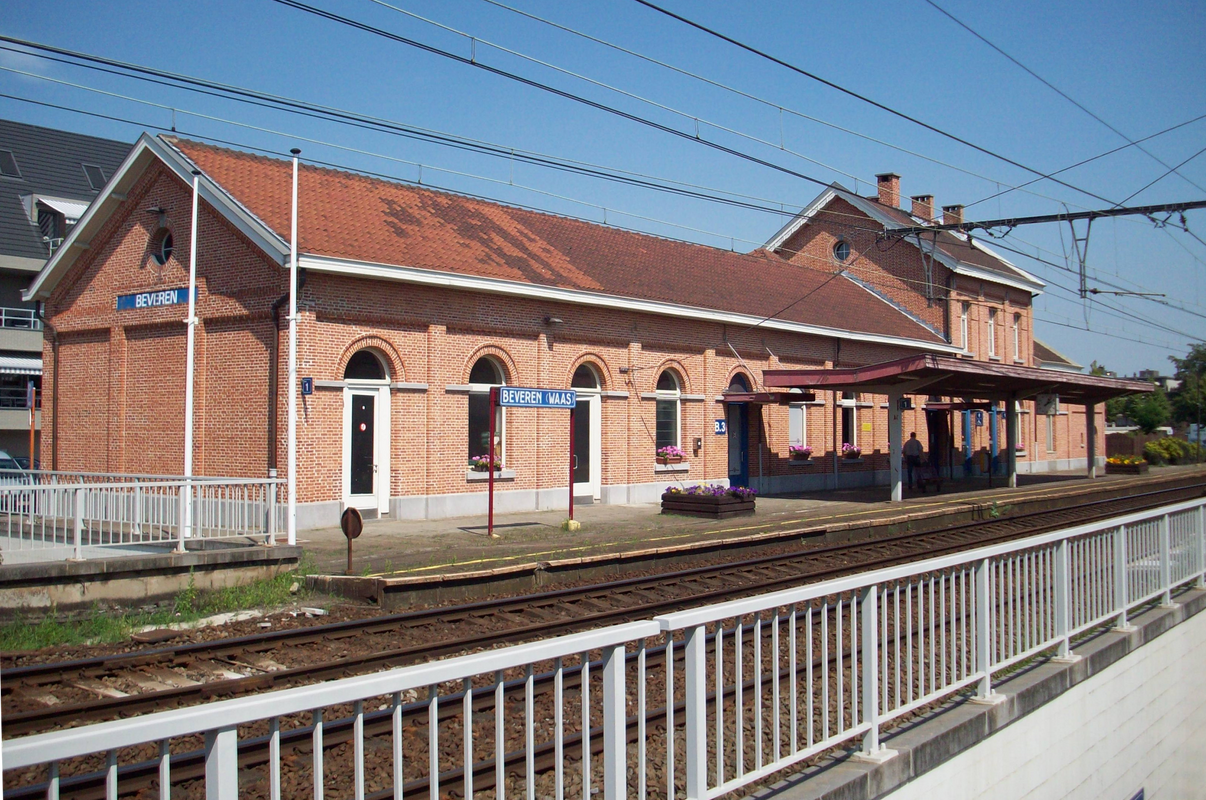
2009.